# 德達線
德達線（朝鲜语：／ Tŏkdal sŏn */?）是朝鮮民主主義人民共和國的一條已停用的鐵道線路，站點為黃海南道的青丹站到德達站。

## 路线概况
- 距离：
- 车站数：3
- 轨距：1435mm
- 电气化区间：无
- 复线区间：无